# Goroka
Goroka es una localidad papuana capital de la provincia de Tierras Altas Orientales (Altiplanicies orientales). Tiene una población de unos 25.000 habitantes y está a 1.600 m sobre el nivel del mar. Tiene un aeropuerto en el centro urbano y siguiendo la "Highlands Highway", se sitúa a 285km de Lae en la provincia de Morobe y a 90km de Kainantu también en Altiplanicies orientales. También está cerca Kundiawa en la provincia de Simbu y Mount Hagen en Western Highlands. Tiene un clima apacible denominado la "primavera perpetua".
Es sede de varias instituciones nacionales; la Radio de Hermandad cristiana misionera, el Instituto de Investigación Médica, el Instituto Nacional Cinematográfico, el Instituto de Melanesia, la compañía teatral Raun Raun y la Universidad de Goroka. Así como de carias ONGs:Oxfam, Save the Children, entre otras. Posee un solo gran hotel, el Bird of Paradise, que forma parte de la cadena hotelera local Coral Sea. La zona es, también, el hogar de la tradición tribal del Mudmen de la tribu Asaro, consistente en la vestimenta de trajes y máscaras hechas artesanalmente.
Parte de la industria local se dedica al cultivo de café para su comercialización. En cambio, entre las industrias más pequeñas se encuentran:
- Cultivos de truchas
- Crianza de cerdos
- Desarrollo de apicultura

La agricultura aquí se dedica principalmente al cultivo y cosecha de brócoli, kau kau (o batata), zanahoria, jengibre y el maní.
Además, la zona de Bena Bena es conocida por sus piñas.